# Tennis for Two
Tennis for Two è uno dei primi esempi di gioco elettronico, sviluppato nel 1958 dallo statunitense William Higinbotham. In particolare, si tratta del primo a utilizzare, come output, un display grafico (un oscilloscopio con monitor da 5").

## Storia
Nel 1958, Higinbotham creò Tennis for Two per intrattenere i visitatori del Brookhaven National Laboratory, dove lavorava; utilizzò un computer analogico Donner 30, un oscilloscopio, relè e pochi altri componenti, impiegando circa tre settimane per la sua realizzazione. I controlli sono costituiti da un pulsante per lanciare la palla, un paddle per orientarla e un ulteriore pulsante di reset per farla riapparire. Il gioco ottenne un ottimo successo, tanto che le persone facevano la fila per usufruirne.
Nel 1959 Tennis for Two venne riproposto come Computer Tennis, con uno schermo più grande e con pulsanti in grado di modificare la forza di gravità, in modo da rallentare o accelerare i movimenti della palla. Dopo un certo periodo, il sistema venne smantellato: il computer e l'oscilloscopio vennero separati per essere utilizzati in altri lavori.
Nel 1997, in occasione del 50º anniversario del Brookhaven National Laboratory, Peter Takacs della Divisione strumentazione, fu incaricato di ricreare il Tennis for Two con l'aspetto che aveva nel 1958. Al progetto collaborarono anche Scott Coburn e Gene Von Achen che insieme impiegarono circa tre mesi per portare a termine l'opera. Peter andò in archivio e trovò due schemi del progetto originale. Ben presto si rese conto che utilizzando quei vecchi schemi, il gioco non avrebbe funzionato. Evidentemente quando fu realizzato nel 1958, furono corretti vari bug, ma i disegni non furono aggiornati. Con l'ausilio del pannello principale di un vecchio Donner 3400 cercarono di comprendere il funzionamento del circuito analogico e di ricrearlo con circuiti logici integrati.
Il 24 ottobre del 2008, per la ricorrenza del 50º anniversario del gioco, è stato ricostruito per la seconda volta e messo in esposizione al Brookhaven National Laboratory. Per la nuova versione sono stati utilizzati circuiti logici integrati, e sotto all'oscilloscopio è stata messa una telecamera per riprendere la schermata del gioco per poi visualizzarla su uno schermo LCD posto a fianco.
Al Museum of Electronic Games & Art è stato ricostruito il gioco con circuiti completamente analogici. La replica è stata terminata nel maggio 2011 ed è la più fedele all'originale attualmente esistente.
Sebbene non siano correlati direttamente fra loro, sono innegabili i punti in comune con PONG, uno dei primi videogiochi di successo: la differenza principale è la visuale (laterale in Tennis for Two, dall'alto in PONG) e la presenza della forza di gravità, inesistente nel titolo Atari.

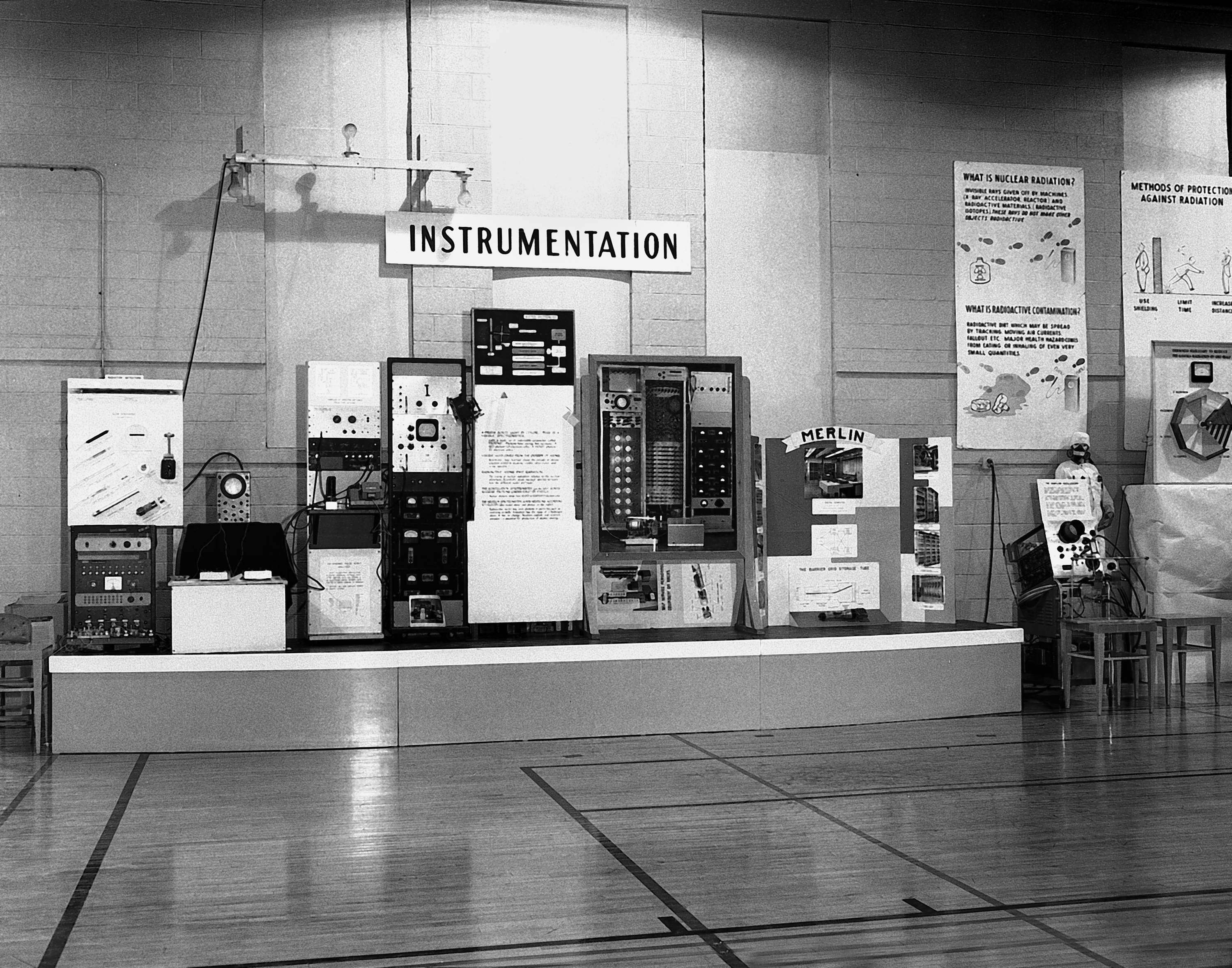
Tennis For Two realizzato nel 1958
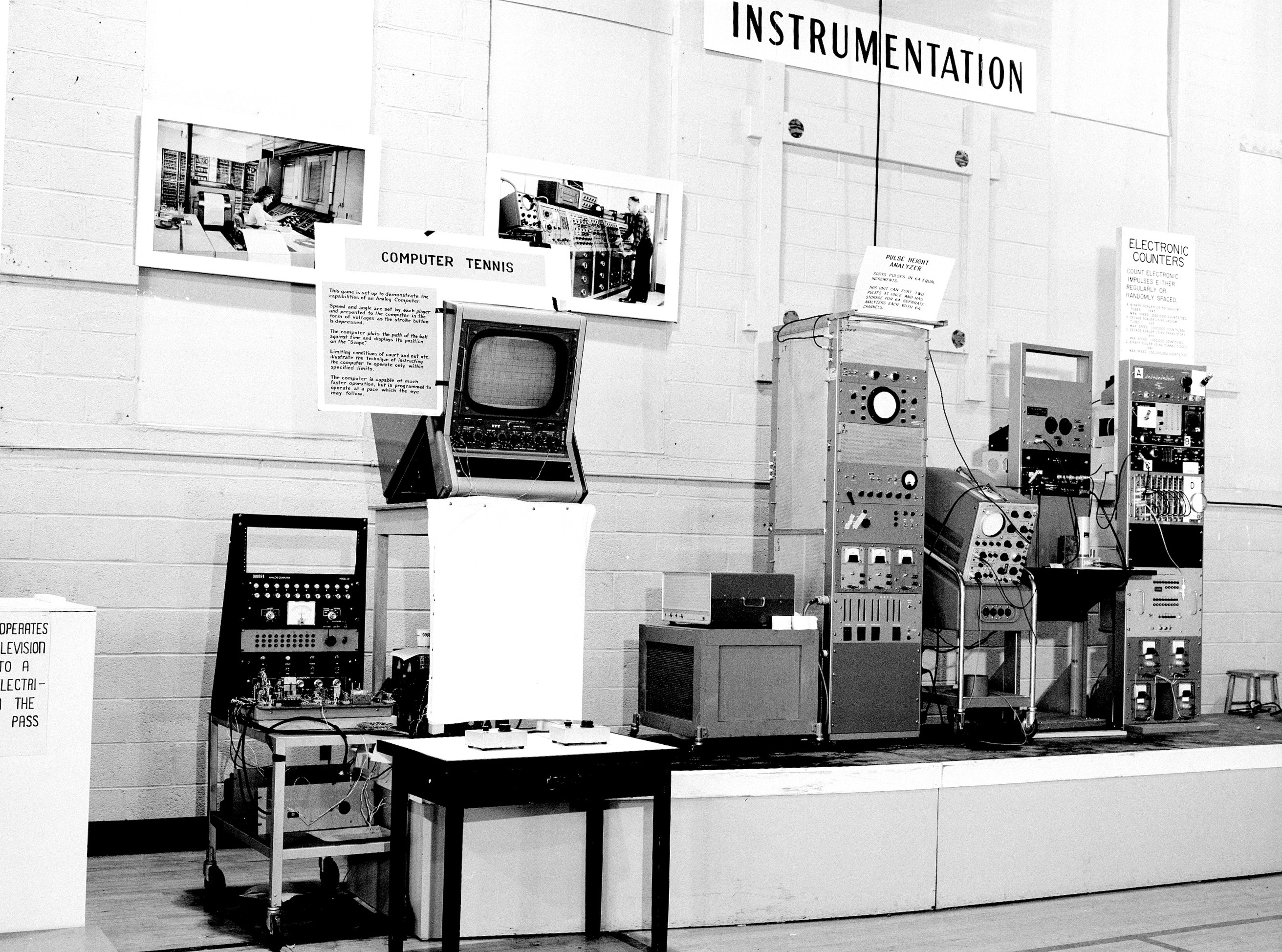
Tennis For Two modificato nel 1959
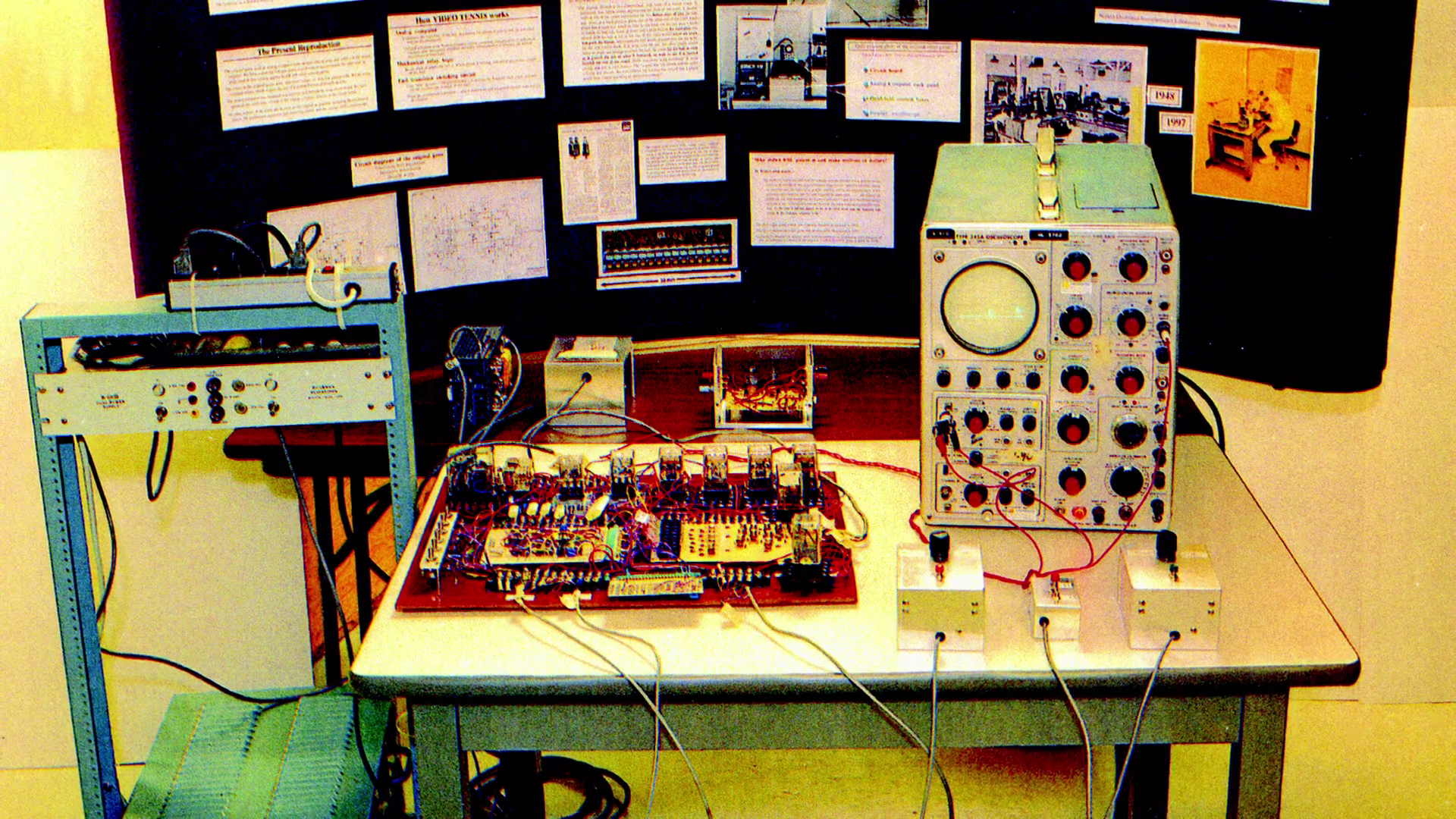
Tennis For Two ricreato nel 1997
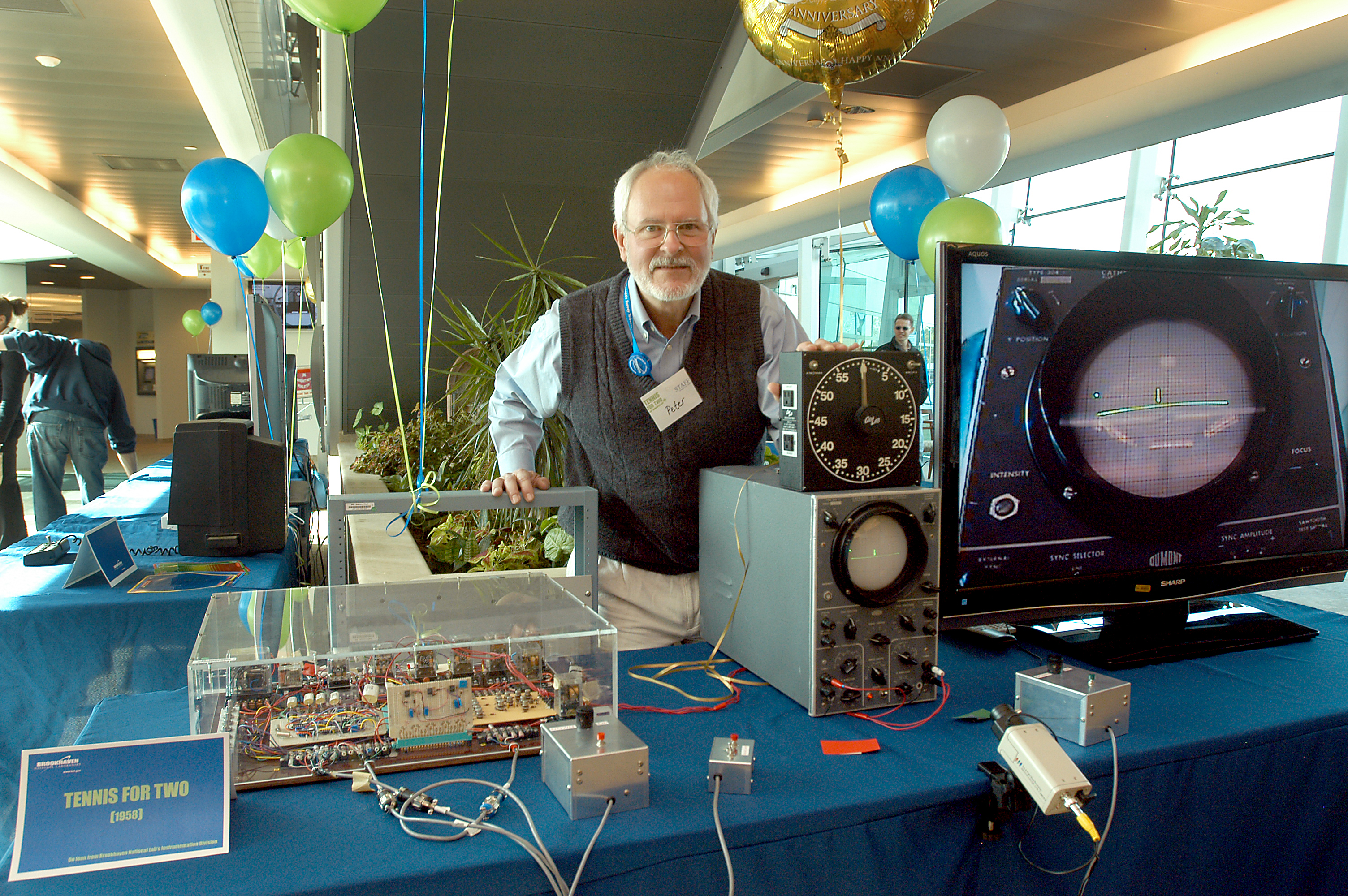
Tennis For Two ricreato nel 2008
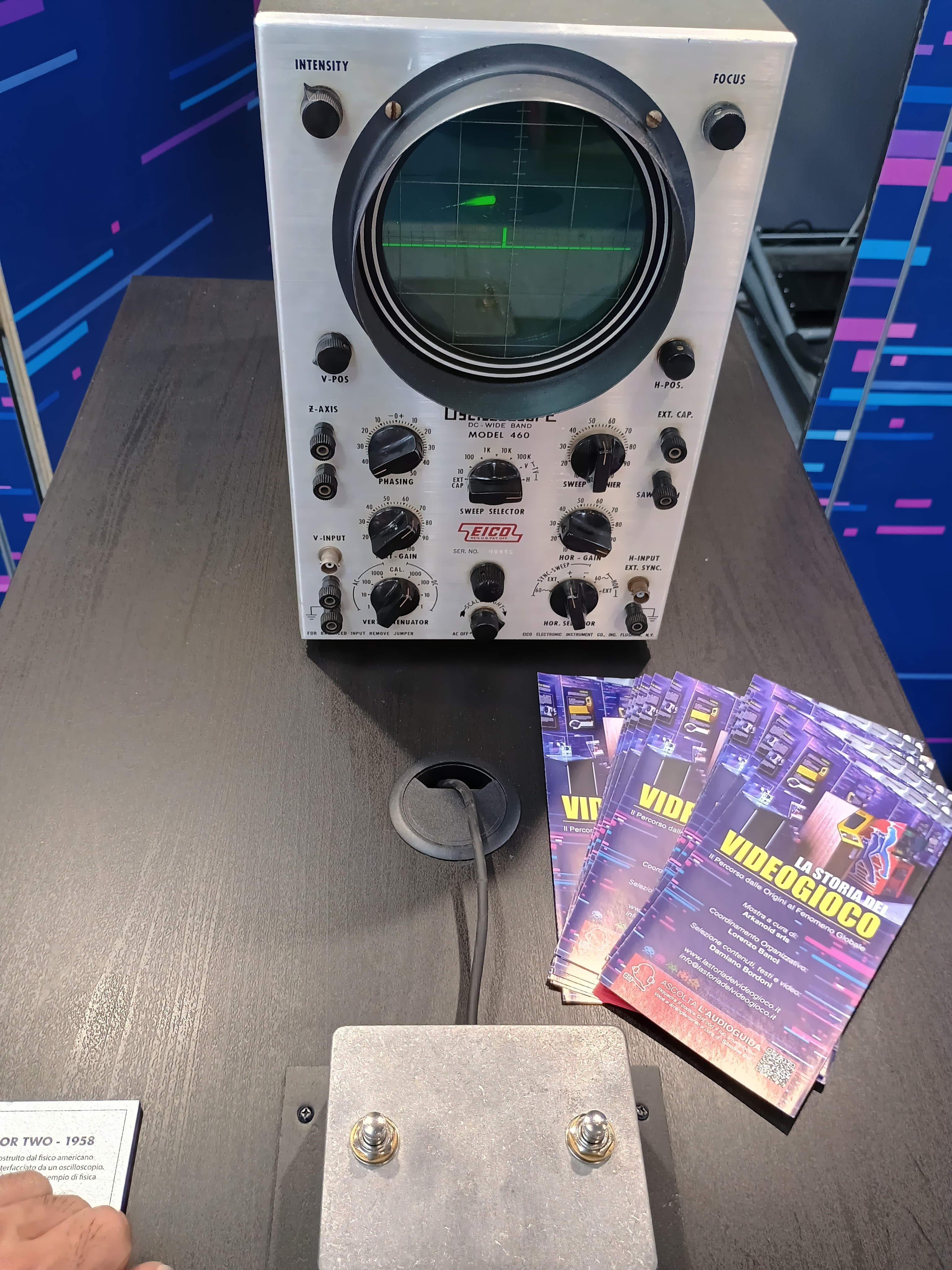
Tennis for Two ricreato con l'oscilloscopio Eico Model 460

## Funzionamento
Per la realizzazione del progetto furono necessari molti componenti elettronici:
- Un oscilloscopio della DuMont Lab modello 304-A (a tubo catodico a sezione tonda da 5 pollici).[6]
- Un computer analogico Donner per l'utilizzo degli amplificatori operazionali.
- 2 trasformatori.
- Una valvola termoionica per poter fornire una tensione da ± 100 volt DC.
- 7 relè.
- 15 transistor.
- Altri componenti passivi: potenziometri, resistenze, condensatori, diodi.

Per generare il movimento della palla, Higinbotham utilizzò quattro amplificatori operazionali. Altri sei amplificatori furono utilizzati per rilevare quando la palla colpiva il terreno o la rete e commutare i controlli alla persona nel cui campo da gioco si trovava la palla. Allo scopo di generare il campo da gioco, la rete e la palla sullo schermo, furono utilizzati dei transistor al germanio creando così un circuito a commutazione rapida. Le tre uscite (campo da gioco, rete e palla) venivano così visualizzate alternativamente sullo schermo dell'oscilloscopio, a una velocità di 36 Hertz. A tale frequenza l'occhio umano, non distinguendo i singoli frame, vedeva un'unica immagine.
- Tennis For Two Deposition in lingua originale
- Tennis For Two Deposition tradotto in italiano

## Emulatore

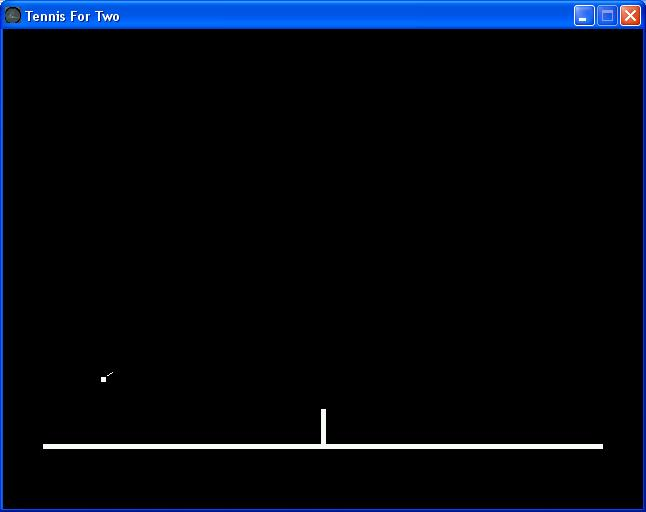
Schermata dell'emulatore di Tennis For Two

Nel 2005 il magazine The Gamer's Quarter, nella sua seconda edizione, pubblica un articolo sul Tennis For Two e a giugno dello stesso anno gli dedica una pagina sul suo sito ufficiale. Da tale pagina è possibile scaricare gratuitamente l'unico emulatore di Tennis For Two esistente. La versione rilasciata gira solo su Windows.